# ليون دولمانز
ليون دولمانز ، من مواليد 6 ابريل 1945 ، لاعب كرة قدم بلجيكي سابق.
لعب مع منتخب بلجيكا لكرة القدم.

## روابط خارجية
- ليون دولمانز على موقع الاتحاد البلجيكي (الإنجليزية)
- ليون دولمانز على موقع قاعدة بيانات كرة القدم.إي يو (الإنجليزية)
- ليون دولمانز على موقع ناشيونال فوتبول تيمز (الإنجليزية)